# António Dias Garcia
O Conde António Dias Garcia (S. João da Madeira, 2 de Abril de 1859 - 29 de Outubro de 1940) foi um ilustre empreendedor, financista e filantropo.

## História
O Conde António Dias Garcia nasceu a 02-04-1859, numa humilde casa, em Carquejido. Era filho do casal Manuel Dias Garcia (de Azevedo) e mulher Maria Margarida Rosa, do lugar do Pedaço.
Dias Garcia a determinada altura da sua vida decidiu emigrar para o Brasil em busca de novas oportunidades e de fortuna. Através do seu próprio esforço trabalhou, estudou, amealhou dinheiro e tornou-se sócio de uma casa de ferragens no Rio de Janeiro, sendo que mais tarde adquiriu a totalidade as acções e a pôs em seu nome.
Gerada riqueza, financiou e patrocinou inúmeras obras de caridade no Brasil e na sua terra natal, São João da Madeira. Estas obras fizeram com que o seu nome fosse ouvido nas altas camadas sociais, fazendo com que Dias Garcia recebesse diversos títulos honoríficos, destacando-se o titulo de Conde em 1928, concedido pelo Papa Pio IX por intermédio do Cardeal Arcoverde do Rio de Janeiro. Foi agraciado com o Grau de Comendador da Ordem e Instrução e Benemerência pelo governo português e ainda chegou a ser proposto como Ministro da Instrução Nacional (equivalente ao actual Ministério da Educação).
Foi um autêntico intérprete da mentalidade sanjoanense na Colónia Portuguesa do Brasil, que fundou e acarinhou, e uma glória da sua terra, onde mandou construir um palacete para seus filhos.
Com as suas benemerências, contribuiu para a construção de diversos melhoramentos em São João da Madeira, como o Parque da Senhora dos Milagres, inaugurado em 1934, o Monumento aos Mártires da Grande Guerra e a Capela de Santo António. Mandou construir a escola que tem o seu nome e concedeu o terreno para o campo de jogos da ADS (Associação Desportiva Sanjoanense).
Faleceu em 29-10-1940, com 81 anos, deixando excelentes continuadores da sua obra em sua mulher, a Condessa Dias Garcia. Seu filho Manuel Dias Garcia, que, falecendo no Rio em 1937, quis que lhe colocassem na campa, terra de S. João da Madeira.
A Comissão Concelhia da Câmara Municipal concedeu-lhe, em vida, as insígnias de S. João da Madeira e, em 1939, foi solenemente inaugurada a sua estátua, no largo do seu nome, além de outras homenagens póstumas prestadas pelos sanjoanenses.

## Obras
Com a sua fortuna, mandou construir diversas obras, entre elas:
- Palácio Conde António Dias Garcia, um palacete em São João da Madeira, onde passava férias com a sua família. O palacete hoje é património municipal.
- Parque de Nossa Senhora dos Milagres, um grande parque inaugurado em 1938[5] que fica em torno da Capela de Nossa Senhora dos Milagres.
- Monumento aos Mortos da Grande Guerra (São João da Madeira), em São João da Madeira.
- Capela de Santo António (São João da Madeira), ao lado dos Paços da Cultura, antiga câmara municipal de São João da Madeira.
- Escola Básica Conde Dias Garcia, em São João da Madeira.
- Estádio Conde Dias Garcia, que embora não o tenha mandado construir, cedeu os terrenos para a construção do estádio que hoje tem o seu nome. O estádio tem capacidade para 8 500 pessoas, sendo uns dos maiores do Distrito de Aveiro.

## Legado
Hoje em dia, além de todas as obras que mandou construir ainda existirem, a cidade de São João da Madeira deu o seu nome a um dos mais importantes largos da cidade, o Largo Conde Dias Garcia, onde foi erguida uma estátua em sua honra.